# Catinus

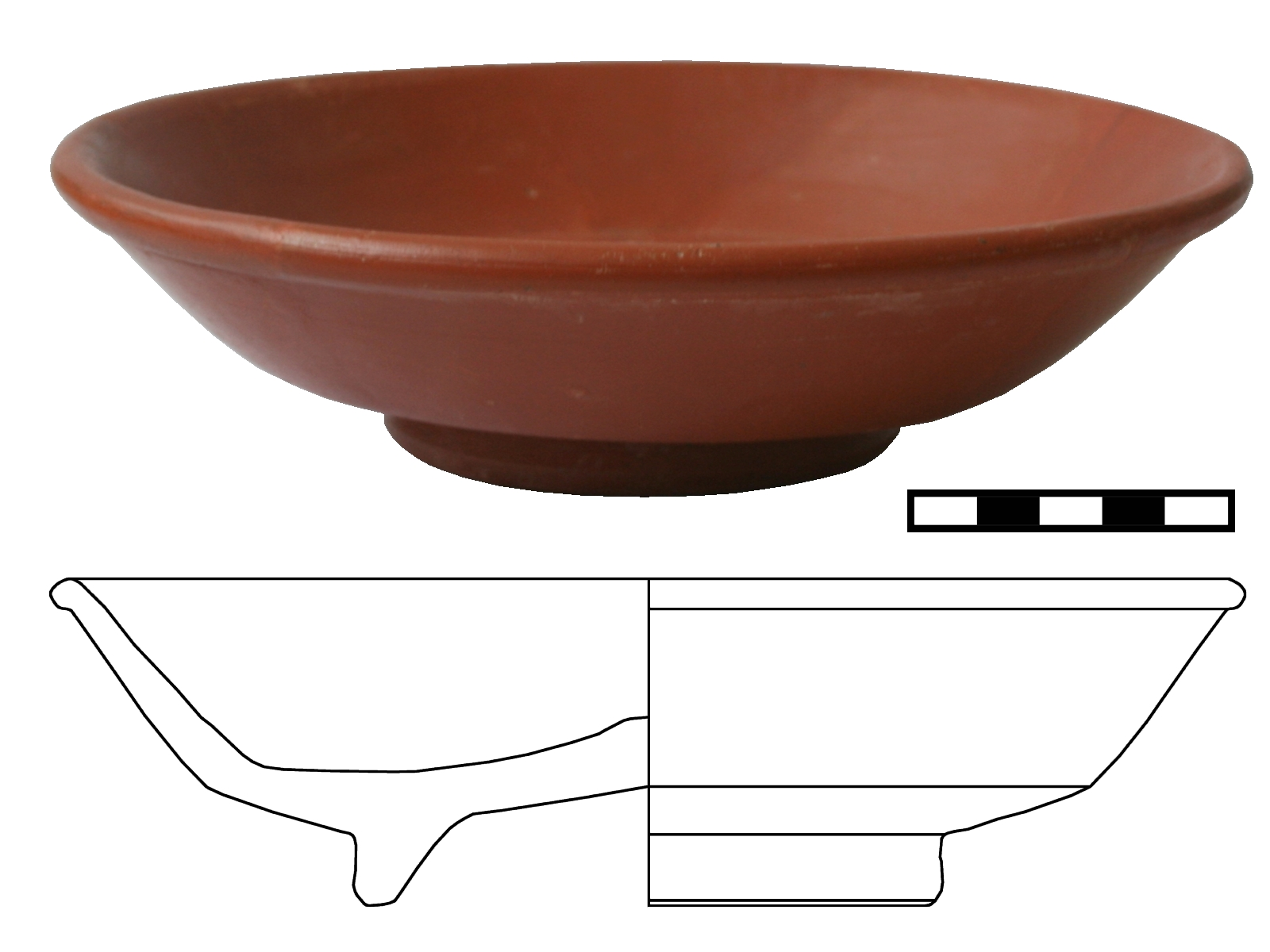
Teller der Form Drag. 18/31, Fundort Römische Villa Haselburg

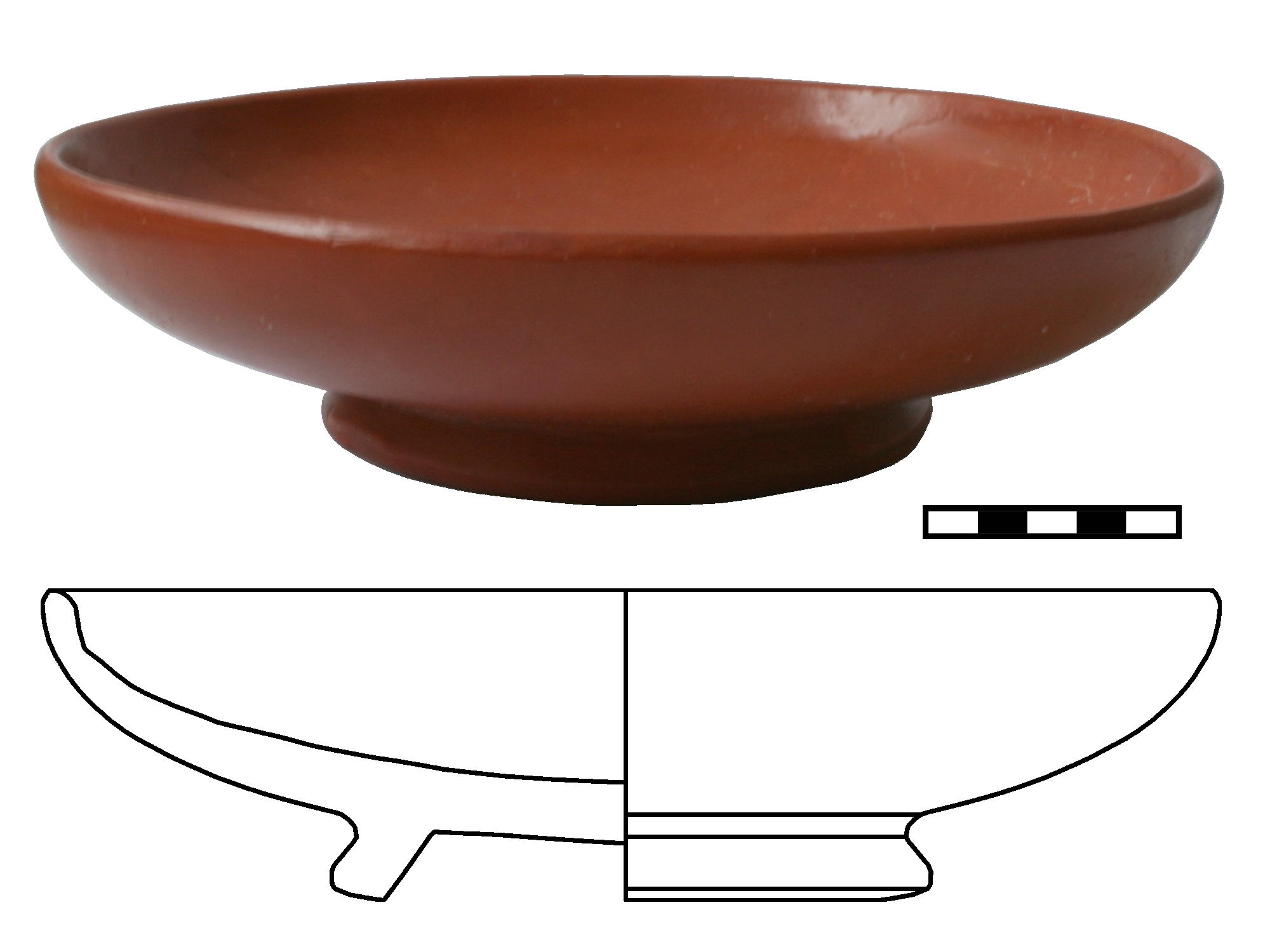
Teller der Form Drag. 32 von der Haselburg

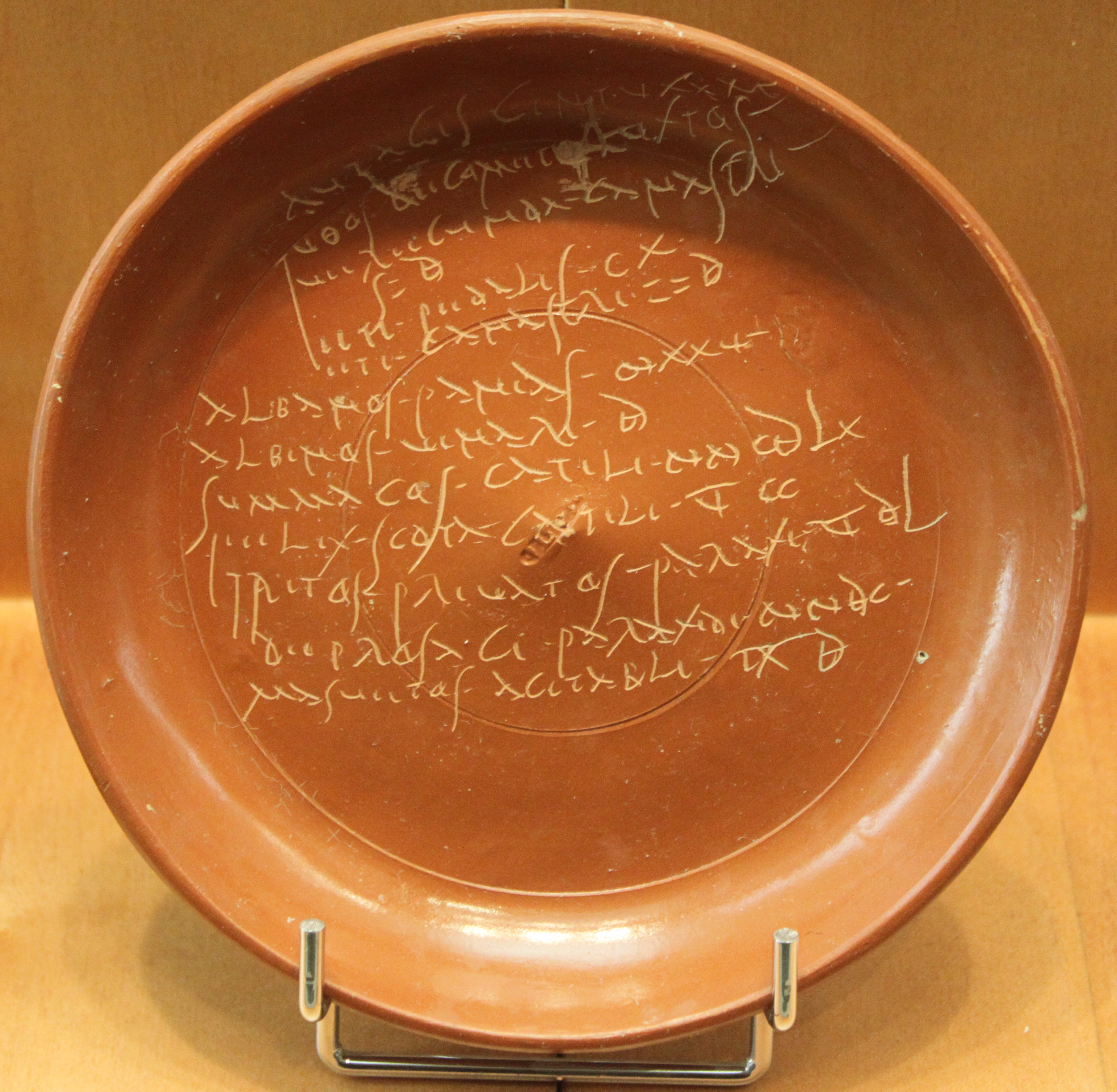
Töpfereirechnung mit Erwähnung der canastri und catili aus La Graufesenque. Wie hier zu sehen, wurden Fehlbrände der catini wegen ihrer Form in den Töpfereien von La Graufesenque auch als Schreibunterlage verwendet.

Als catinus (lateinisch, auch catīnus, catinum, catinulus, catillus, catillum) wurde in römischer Zeit ein tiefer Teller oder eine Schüssel bezeichnet.

## Form und Funktion
Der catinus konnte aus Ton oder Metall, seltener aus Glas, gefertigt sein. Sehr häufig sind Exemplare aus Terra Sigillata. Präziser wurde unterschieden zwischen dem Serviergefäß catinus und dem etwas tieferen Teller catillus. Die Gefäßform war bei beiden weitgehend identisch und wurde sogar von den Töpfern selbst verwechselt. Als Unterscheidungskriterium diente nur die Größe.
Bei Tisch diente der flachere und größere catinus demnach zum Auftragen und für die gesamte Tischgesellschaft. Horaz erwähnt darin einen Fisch und ein Huhn, was nur in einem Teller von beträchtlicher Größe denkbar erscheint. Sogar der Kopf von Johannes dem Täufer wird bei Matthäus auf einem catinus präsentiert. Frühe arretinische Sigillata-catini weisen häufig vier im Umkreis wiederholte Fabrikstempel auf, möglicherweise ein Hinweis auf die häufige Zahl von vier Tischgenossen. In späterer Zeit sind gestrichelte Ringe um die Tellermitte üblich.
Demgegenüber müssen kleinere, tiefe Teller der gleichen Form als catillus (Diminutiv) bezeichnet worden sein. Sie dienten dem einzelnen Gast, der daraus mit den Fingern oder einem Löffel aß. Die Stückzahl der catilli ist deshalb in den Töpfereirechnungen aus La Graufesenque signifikant höher als die der catini (1735 zu 155058). Weiterhin waren für die kleineren catilli auch die Synonyme acetabulum und paropsis gebräuchlich. catilli konnten auch als Tiegel zum Schmelzen von Metall verwendet werden. Auch der obere Teil einer römischen Mühle in Form eines doppelten Hohlkegels wird als catillus bezeichnet.
Als catinus bzw. catillus konnten aufgrund der Töpfereirechnungen aus La Graufesenque die Terra-Sigillata-Formen Dragendorff 31 und 32 identifiziert werden. Dort ist aber noch zusätzlich die vulgärlateinische Form canastri gebräuchlich. Das Wort begegnet sowohl mit männlichem als auch mit neutralem Geschlecht. Isidor von Sevilla berichtet zwar, das Neutrum sei gebräuchlicher, doch begegnet in den schriftlichen Quellen mehrheitlich die männliche Form.